# Peter Pál Pelbart
Peter Pál Pelbart, né en 1956, est un professeur de philosophie à l'Université catholique pontificale de São Paulo au Brésil et essayiste brésilien, d'orientation deuleuzienne.

## Aperçu biographique
Né à Budapest, Peter Pál Pelbart déménage encore enfant avec sa famille au Brésil. Il se forme en philosophie à l'Université de la Sorbonne et retourne ensuite à Sao Paulo. 
Les thèmes de ses livres tournent autour de la question du temps (l'image du temps chez Gilles Deleuze : O tempo não-reconcilado), de la schizophrénie (les relations entre philosophie et folie : Da clausura do fora ao fora da clausura) et de la biopolitique. 
Il anime et coordonne la compagnie théâtrale Ueinzz formée de patients psychiatriques. 
Depuis ses deux expériences, philosophiques et schizo-analytiques, il théorise les subjectivités contemporaines, en particulier celles allant de l'épuisement au nihilisme. Il est membre, avec Suely Rolnik, du Centre de recherches sur la subjectivité.

## Publications

### Ouvrages
- (pt) Da clausura do fora ao fora da clausura, Brasiliense, 1989 [lire en ligne][PDF]
- (pt) A Nau do tempo-rei, Imago, 1994 [lire en ligne][PDF]
- (pt) O tempo não-reconcilado, Perspectiva, 1998
- (pt) A Vertigem por um fio : políticas da subjetividade contemporânea, Iluminuras, 2000, 222 p. (ISBN 85-7321-125-3)
- (pt) Vida Capital : ensaios de biopolítica, Iluminuras, 2003, 252 p. (ISBN 85-7321-203-9)
- (es) Filosofia de la Desercion : Niilismo, Locura y Comunidad, Tinta Limon, 2009 [lire en ligne][PDF]

### Contributions à des ouvrages collectifs
- (fr) « Le temps non-réconcilié », dans Éric Alliez (éd.), Gilles Deleuze. Une vie philosophique, Les Empêcheurs de penser en rond, 1998
- (de) « Agonistische Räume und kollektive Biomacht » dans Michaela Ott et Elke Uhl (éd.), Denken des Raums in Zeiten der Globalisierung, LIT Verlag, 2005 (ISBN 3-8258-8576-3)
- (fr) « La pensée du dehors, le dehors de la pensée » dans Bruno Gelas et Hervé Micolet (éd.), Deleuze et les écrivains : littérature et philosophie, Éditions Cécile Defaut, 2007, 603 p. (ISBN 978-2-35018-042-7 et 2-35018-042-5)
- (fr) « La vie à nu » dans Camille Dumoulié et Michel Riaudel (éd.), Le Corps et ses traductions, Paris, Éditions Desjonquères, 2008, 166 p. (ISBN 978-2-84321-111-9)

### Articles
- (fr) « Cartographies du dehors », Rue Descartes, no 59, 2007http://ueinzz.sites.uol.com.br/
- (fr) « Ambiguïtés de la folie », Cahiers d'anthropologie sociale, no 7, 2011

### Biographie
- (pt) Biographie complète

### Textes en ligne
- (fr) « Poétiques de l'altérité », dans Chimères [PDF]
- (fr) « Pouvoir sur la vie, puissance de la vie », dans Multitudes.
- (pt) « Vida nua, vida besta, uma vida »
- (fr) « Qu'est-ce qui parle à travers nous ? », dans Rue Descartes.

### Autres
- Centre de recherches sur la subjectivité
- Compagnie théâtrale Ueinzz